# 日本救急救命士協会
一般社団法人日本救急救命士協会（にっぽんきゅうきゅうきゅうめいしきょうかい）は、救急救命士で構成される一般社団法人。2009年（平成21年）設立。救急医療に関する啓蒙、啓発活動や救急救命士の利益を守るための政治活動、ロビー活動などを行っている。救急救命士の加入は任意である。

## 概要
- 所在：東京都千代田区二番町5番地2　麹町駅プラザ901
- 会長：福島　圭介

附属施設
- 名称：日本救急救命士協会 救急救命研修センター